# L'Esprit égaré
L'Esprit égaré est le 21e tome de la série de bande dessinée Cubitus, créée par Dupa. Paru le 25 septembre 1989, cet album contient 48 pages, illustrant une histoire complète.

## Synopsis
Lors d'une promenade dans les bois à la recherche de champignons, Cubitus et Sémaphore, accompagnés d'une taupe bavarde et paradoxalement achluaphobe, s'égarent et aboutissent alors au Castel de Crachefioulle, une vieille et sombre demeure en ruines et hantée que même les champignons fuient. Ils y rencontrent Abélard, le majordome des lieux, qui confond Cubitus avec le chien de l'ancienne comtesse de Crachefioulle, morte de chagrin après la disparition de celui-ci et qui hante à présent ces lieux. Effrayés, Cubitus et Sémaphore s'enfuient, sans savoir qu'ils sont suivis par le fantôme de la comtesse de Crachefioulle, persuadée d'avoir retrouvé son compagnon disparu. Après avoir dissipé le quiproquo, une alliance est conclue avec cette dernière et tous les trois tentent de retrouver le fantôme du chien disparu de la comtesse.
Cubitus et Sémaphore s'en vont donc camper aux abords du domaine de Crachefioulle et lors d'une rencontre nocturne, Cubitus tombe sur le fantôme de Rustrabagra, un sanglier rustre et espiègle, appartenant autrefois à un nougatier originaire de Montélimar, et compagnon de guindaille du chien de la comtesse de Crachefioulle. À la suite de cela, Cubitus trouve la planque de deux compères fantômes et après une discussion animée, les convainc de retourner auprès de la comtesse, qui accepte d'adopter Rustrabagra.
La maître et son chien s'en retournent chez eux...suivis par la taupe bavarde.